# مستشفى الزيتون التخصصى
مستشفي الزيتون التخصصي هي مستشفي في حي الأميرية، القاهرة، مصر.

## الوصف

### موقع و و صف المستشفى
- تقع مستشفى الزيتون التخصصي في شارع عمر المختار تقاطع شارع المصانع - حي الأميرية- محافظة القاهرة.
- يحيط بها مجمع لشركات الأدوية- قسم شرطة الأميرية- محكمة الزيتون الجزئية.
- تقوم بخدمة أهالي (الأميرية - المطرية - السواح – الزيتون- مصر الجديدة و العديد من محافظات مصر).
- المستشفى مكون من مبنى واحد مقسمه علي ستة أدوار بخلاف البدروم والأرضي و ملحق بها جراج خاص للمستشفى.

- تضم المستشفى أكثر من 200 سرير منها( الأقسام الداخلية بالمستشفى عدد 89 سرير مجهزة لاستقبال كافة أنواع المرضى حيث انها تضم غرف إقامة المرضى أجنحة، أولى ممتاز و أولى.

22 سرير رعاية -9 حضانات -20سرير طوارئ- 20 سرير غسيل كلوي - 6 غرف عمليات
حصلت المستشفى على الاعتماد المبدئي طبقا لمعايير هيئة الاعتماد و الرقابة المصرية المعتمدة من منظمة الاسكوا الدولية لتصبح من أوائل مستشفيات أمانة المراكز الطبية المتخصصة المعتمدة في 2023
حصلت مستشفى الزيتون التخصصي على شهادة إدارة جودة و سلامة الغذاء العالمية الايزو 22000/2018

## تأسيس المستشفى
- أقيمت المستشفى على أرض تبلغ مساحتها 2900 متر مربع. و جاري استكمال مشروع التوسعة على مساحة 1100 متر مربع
- تم وضع حجر الأساس في 1/1/2004
- تم الافتتاح الرسمي في 15/9/2008 الصادر في شأنها قرار رئيس الجمهورية رقم (20) لسنة 2010 لتحويلها الى مركز طبي متخصص.
- تم التشغيل الفعلي في تاريخ 23/8/2008

## رسالة المستشفى
تتبع مستشفى الزيتون التخصصي أمانة المراكز الطبية المتخصصة و تقدم الخدمات الطبية لجميع المرضى بتكلفة مناسبة عن طريق فريق طبي مدرب و متميز في جميع الفئات بأعلى الإمكانيات الطبية و التكنولوجية و تدعم السياحة العلاجية.
كما تتيح المستشفى للأطباء إمكانية الوصول و الاستفادة من أحدث البروتوكولات في علم التغذية و الصيدلة الاكلينيكية ليكفل للمرضى أجود أنواع الرعاية الصحية.

## تضم المستشفى التخصصات التالية
جراحة عامة	-جراحة مخ و أعصاب	-جراحة القلب و الصدر-
طب الأورام	-جراحة الوجه و الفكين-	جراحة عظام-
الامراض الجلدية-	نفسية و عصبية-	جراحة أطفال-
التخاطب	-أمراض باطنة-	جراحة أورام-
العلاج الطبيعي-	أمراض الصدر	-النسا و التوليد-
كهروفسيولوجيا القلب	-أمراض الأطفال و حديثي الولادة	-جراحة أنف و أذن و حنجرة-
القلب و الاوعية الدموية-	طب و جراحة العيون-	جراحة تجميل-
كافة الفحوصات (تحاليل- اشعة)-	أمراض الكلى-جراحة الأوعية الدموية
- يوجد بالمستشفى قسم استقبال و طوارئ يعمل على مدار 24 ساعة.
- يوجد بالمستشفي العيادات الخارجية التي تخدم كافة التخصصات الطبية و يتم الكشف من خلال نخبة من الأساتذة و الاستشاريين و الاخصائيين بمختلف تخصصات العلاج عن طريق العيادات الصباحية و العيادات المسائية.
- يوجد بالمستشفى وحدة غسيل كلوي تضم 20 جهاز يستخدم بها مرشحات ذات كفاءة عالية في استخلاص السموم من الدم.
- يوجد وحدة مناظير الجهاز الهضمي مجهزة بأحدث الأجهزة و مرفق بها غرفة أفاقة للمتابعة الدقيقة لحالات المرضى
- يوجد وحدة التصلب المتعدد لاستقبال حالات الهجمات وعلاجها و الحالات المزمنة
- قسم الاشعة بالمستشفى يحتوي على جهاز الاشعة العادية لعمل الاشعة بمختلف أنواعها و الاشعة المقطعية و أجهزة سونار للموجات الفوق صوتية على البطن و الحوض و فحوصات الدوبلكس و أيضا يحتوي على جهاز الرنين المغناطيسي و أجهزة الايكو و الاشعة التداخلية
- يوجد أربع وحدات رعاية ( رعاية مركزة عامة-رعاية مركزة للجراحات- رعاية القلب- رعاية القلب المفتوح) مجهزة بأحدث الاجهزة التكنولوجية لمتابعة المرضى
- يوجد قسم الحضانات مزود بأحدث الأجهزة الطبية لاستقبال الاطفال فور ولادتهم لعمل الكشف الطبي الدقيق و استقبال المبتسرين ناقصي النمو و رعايتهم لحين وصولهم بالوزن و الوظائف الحيوية للحد الأمثل
- يوجد غرف العمليات تشمل كافة أنواع الجراحات
- توجد وحدة القسطرة القلبية (تشخيصية و علاجية) و قسطرة الأوعية الدموية (تشخيصية و دموية)
- يتم تقديم كافة أنواع خدمات الفحص المعملية للمرضى عن طريق معامل (الكيمياء- الطفيليات- الهيماتولوجي-المناعة-الباثولوجي-البكتيريا) و بنك الدم(تجميعي و تخزيني )

## الخدمات الصيدلانيه
يقدم قسم إدارة الخدمات الصيدلانية الخدمات العلاجية للمرضى على مدار الساعة حيث يقوم القسم بصرف وشرح الأدوية للمرضى المقيمين بقسم الداخلي و الرعايات ومرضى العيادات الخارجية والطوارئ في وقت قصير ومناسب لمرضى المستشفى.
يوجد صيدليات لتحضير العلاج الدوائي و الكيميائي لضمان وصول الجرعة الصحيحة الى المريض التزاما بمعايير الجودة و مكافحة العدوى للحفاظ على سلامة المريض

## التعليم
أحد الصفات المميزة للمستشفى هي التعليم و التدريب المستمر حيث يقدم المستشفى باستمرار فرص للعاملين بها من جميع الفئات متمثلة في دورات تدريبية متعددة في مختلف المجالات الإدارية و الطبية.
تقوم المستشفى بشكل دوري بعمل أيام علمية و ورش عمل .
المشاركة في الازمات و الجوائح:
تعتبر المستشفى من أكثر مستشفيات وزارة الصحة مشاركة في الجوائح و الازمات الصحية على سبيل المثال جائحة كورونا حيث قمت بتخصيص عدد من الغرف لمرضى العزل و تم تخصيص عيادات وصالات لانتظار المواطنين ممن تلقوا اللقاح للاطمئنان على صحتهم

## مبادرات رئاسية
تشارك المستشفى في جميع المبادرات منذ اطلاقها على سبيل المثال و ليس الحصر
- انهاء قوائم الانتظار.
- مبادرة تنظيم الأسرة
- القضاء على فيروس سي.
- الكشف المبكر عن الاعتلال الكلوي و الفحص المبكر للأمراض المزمنة.
- مبادرة دعم المرأة المصرية.
- شاركت المستشفى في مبادرة السيد رئيس الجمهورية للكشف المبكر عن الأورام السرطانية تحت اشراف معالى وزير الصحة.

## المشاركة لمجتمعية و التثقيف الصحي
تحرص المستشفى على إقامة ندوات التوعية للمواطنين في مختلف الموضوعات خارج المستشفى و كذلك دعوة المواطنين لحضور الندوات داخل المستشفى
. يبلغ متوسط التردد اليومي على الطوارئ 250 مريضا، بينما يبلغ متوسط المترددين على العيادات الخارجية 250 مريض يوميًا.